# Mosquée d'Islam-aga Hadrović à Niš
La mosquée d'Islam-aga Hadrović à Niš (en serbe cyrillique : Џамија Ислам-аге Хадровића у Нишу ; en serbe latin : Džamija Islam-age Hadrovića u Nišu) est une mosquée ottomane  qui se trouve à Niš, dans la municipalité de Medijana et dans le district de Nišava, en Serbie. Elle est inscrite sur la liste des monuments culturels protégés de la république de Serbie (identifiant no SK 677),,.

## Présentation
La mosquée, située rue Generala Milojka Lešjanina dans la partie centrale de Niš, a été construite en 1870 par le riche nichois Islam-aga Hadrović Đakovalija sur les fondations d'une mosquée ottomane plus ancienne endommagée en 1720. Elle est le dernier bâtiment public ottoman construit à Niš avant le départ des Turcs et, sur les 19 mosquées que comptait la ville, elle est la seule conservée pour servir de lieu de culte,.
De plan rectangulaire, elle est dotée d'un plafond plat en bois et d'une galerie reposant sur des piliers.
Le bâtiment est fonctionnel et les fidèles y font régulièrement des prières. Il a été entièrement rénové en coopération avec l'Institut pour la protection des monuments culturels de Niš.

La mosquée avant et après sa restauration.
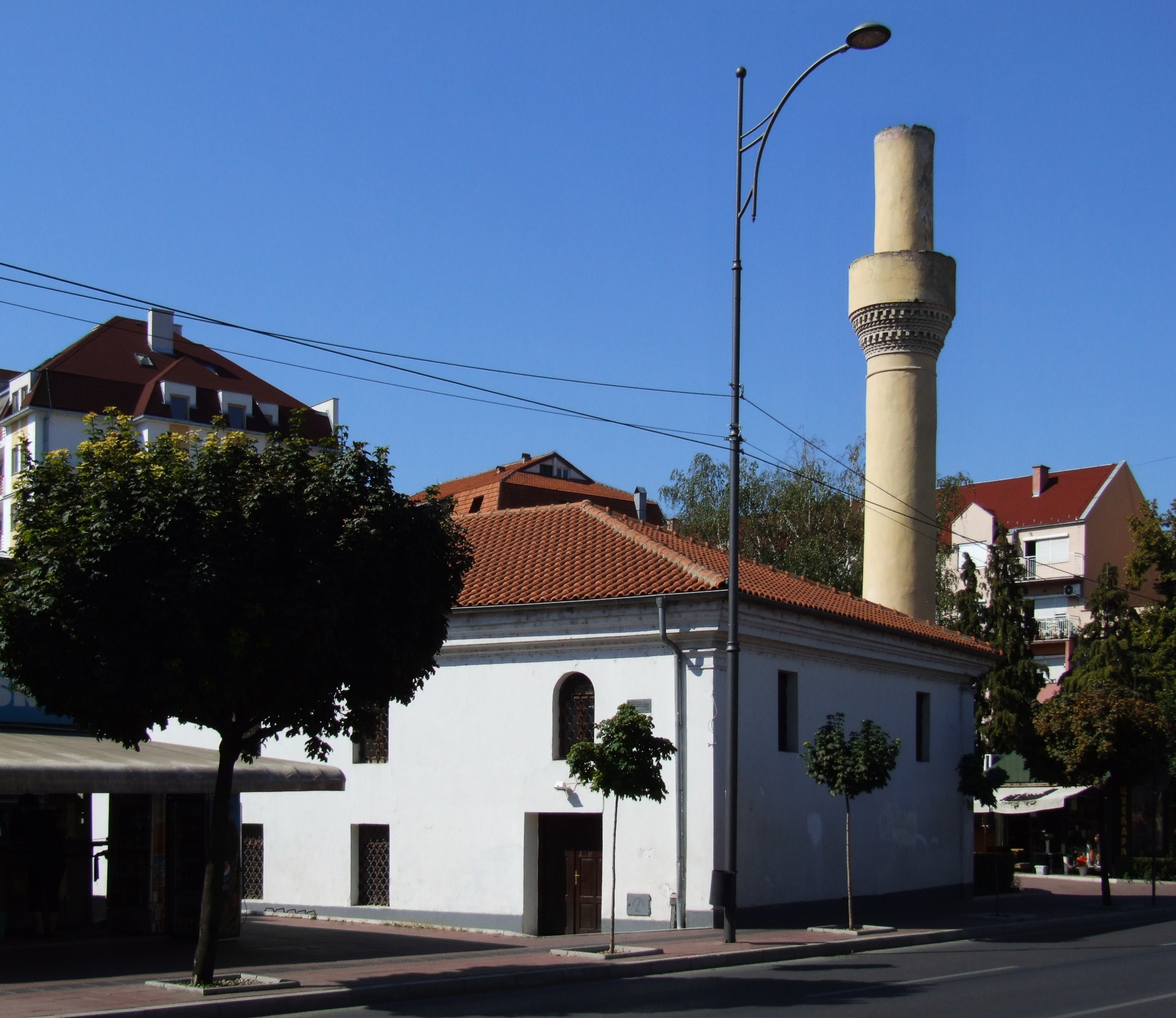
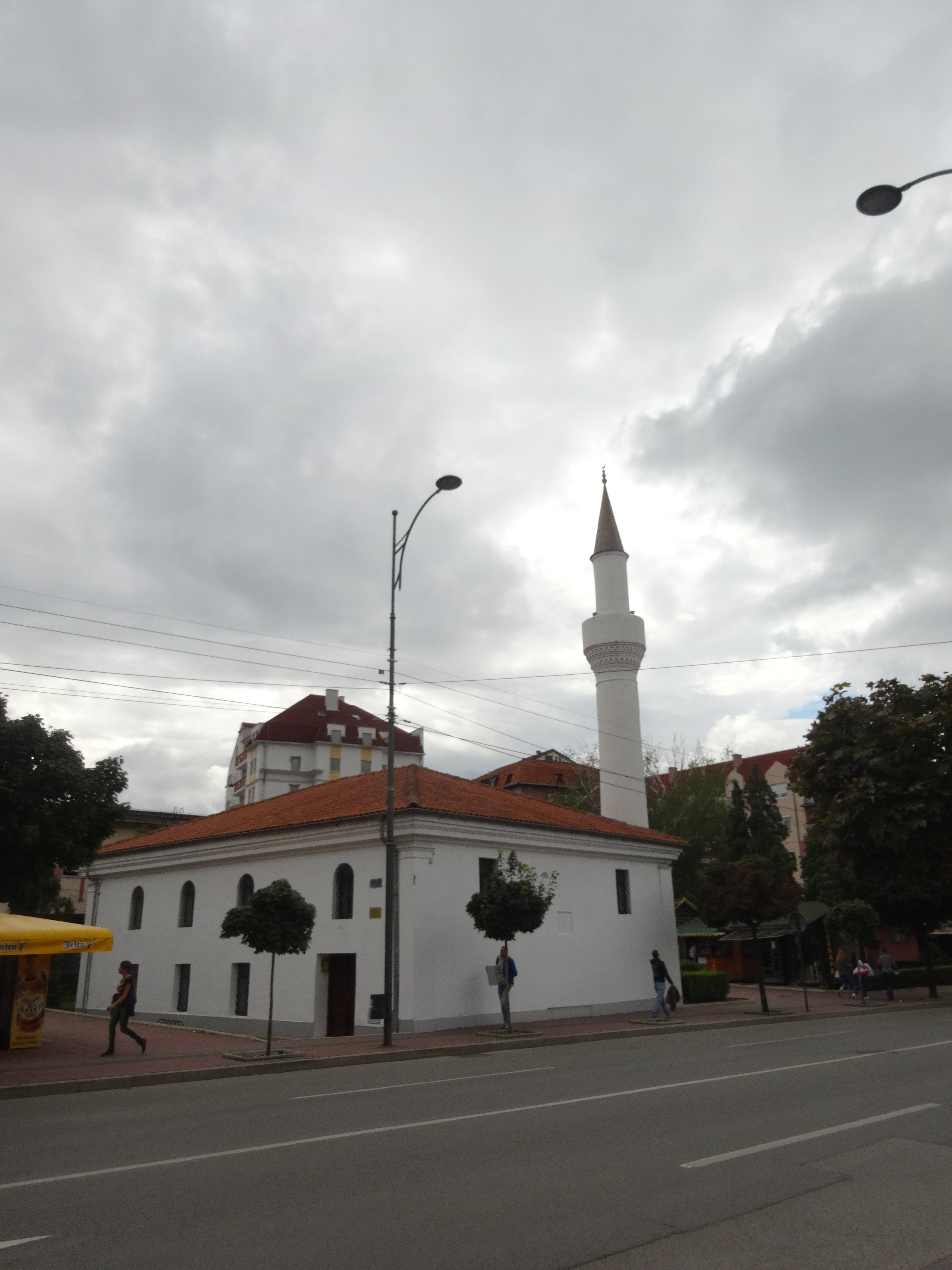

Le bâtiment, qui n'a pas de grande valeur architecturale, a été classé en raison de son importance historique et religieuse.